# ويليام إل. دوسن (ملحن)
ويليام إل. دوسن (بالإنجليزية: William L. Dawson)‏ هو موزع وملحن أمريكي، ولد في 26 سبتمبر 1899 في أننيستون في الولايات المتحدة، وتوفي في 2 مايو 1990 في مونتغومري في الولايات المتحدة.

## حياته
ولد دوسن في أنيستون بولاية ألاباما، وتخرج من معهد هورنر للفنون الجميلة وحصل على بكالوريوس في الموسيقى، ودرس لاحقًا في كلية شيكاغو الموسيقية مع الأستاذ فيليكس بوروفسكي، ثم في المعهد الأمريكي للموسيقى حيث حصل على درجة الماجستير. في بداية حياته المهنية، شغل منصب عازف ترومبون مع كل من ريدباث تشاتوكوا وأوركسترا مدينة شيكاغو (1927-1930). بدأت مسيرته التدريسية في نظام المدارس العامة بمدينة كانساس، تلاها فترة عمله في معهد توسكيجي من 1931 إلى 1956. خلال هذه الفترة، عين عددًا كبيرًا من أعضاء هيئة التدريس الذين اشتهروا فيما بعد بعملهم في هذا المجال. طور دوسن بالإضافة إلى ذلك، جوقة معهد توسكيجي إلى فرقة مشهورة عالميًاـ والتي دُعيت للغناء في قاعة موسيقى راديو سيتي في مدينة نيويورك في عام 1932 لمدة أسبوع وستة عروض يومية.
بدأ دوسن تلحين الموسيقى في سن مبكرة. وفي وقت مبكر من مسيرته الموسيقية، عرضت فرقة كانساس سيتي السيمفونية أداء ثلاثيًا باستعمال الكمان والتشيلو والبيانو. إلى جانب موسيقى الحجرة، عُرف أيضًا بإسهاماته في كل من الأدب الأوركسترالي والكورالي. وتُعتبر الترتيبات والتنوعات في الروحانيات من أشهر أعماله. حازت سيمفونيته الشعبية الزنجية لعام 1934 على قدر كبير من الاهتمام في عرضه العالمي الأول من قبل ليوبولد ستوكوسكي وأوركسترا فيلادلفيا. نُقحت السيمفونية في عام 1952 بإضافة إيقاعات أفريقية مستوحاة من رحلة الملحن إلى غرب إفريقيا. أشار دوسن إلى أن تأليف هذه السمفونية ماهو إلا محاولة لنقل العناصر المفقودة التي ضاعت عندما أصبح الأفارقة عبيدًا خارج وطنهم. من أشهر أعماله الروحية «إزيكيل ساو ذا ويل» (بالإنجليزية: Ezekiel Saw the Wheel)‏ و«جيسس واكد ذا لونسام فالي» (بالإنجليزية: Jesus Walked the Lonesome Valley)‏ و«تاك أبوت أي شايلد ذات دو لاف جيسس» (بالإنجليزية: Talk about a Child That Do Love Jesus)‏  و«كينغ جيسس إز أي ليسنينغ» (بالإنجليزية: King Jesus Is a-Listening)‏. انتُخب دوسن في فرع أخوية ألفا ألفا من فاي مو ألفا سنفونيا الموسيقية، في عام 1977. توفي عن عمر يناهز 90 عامًا في مونتغمري بولاية ألاباما.
تُنشر ترتيبات دوسن للروحانيات الأمريكية الأفريقية التقليدية على نطاق واسع في الولايات المتحدة وتعرضها برامج الكورال في المدارس والجامعات بشكل منتظم. وفقًا لدومينيك رينيه دي ليرما من جامعة لورانس الذي كتب في ملاحظات على «روحيات ويليام دوسن» التي أنتجتها جوقة سانت أولاف في عام 1997، «ما يلفت الانتباه أكثر من عُمق وجمال أعمال دوسن هو تنوع إمكانياته الصوتية التي تميزه وتظهر روائع بصيرته الموسيقية».
تزوج دوسن من عازفة البيانو كورنيليا لامبتون عام 1927، التي توفيت عام 1928.

## الجوائز
حصل دوسن على جائزة الاستحقاق غلي كلاب من جامعة بنسلفانيا في 25 فبراير 1968، تكريمًا لمساهمته في تلحين موسيقى جوقات الذكور.

## وصلات خارجية
- ويليام إل. داوسون على موقع ميوزك برينز (الإنجليزية)
- ويليام إل. داوسون على موقع أول ميوزيك (الإنجليزية)
- ويليام إل. داوسون على موقع ديسكوغز (الإنجليزية)